# Teo (nome)
Teo  è un nome proprio di persona italiano maschile.

## Varianti
- Femminile: Tea

### Varianti in altre lingue
- Croato: Teo[1]
- Francese: Théo[1]
- Inglese: Theo[1]
- Olandese: Theo[1]
- Portoghese: Téo[1]
- Spagnolo: Teo[1]

## Origine e diffusione
È un ipocoristico di altri nomi che cominciano o finiscono per teo; generalmente si tratta di nomi di origine greca contenenti l'elemento θεός (theos, "dio", quali Teodoro, Timoteo, Filoteo, Teofane, e via dicendo), oppure di nomi di origine germanica contenenti l'elemento þeud ("popolo", come Teobaldo, Teodorico e Teodemaro), ma vi sono alcune eccezioni (come Matteo, di origine ebraica).

## Onomastico
L'onomastico si festeggia lo stesso giorno del nome di cui costituisce un'abbreviazione.

## Persone

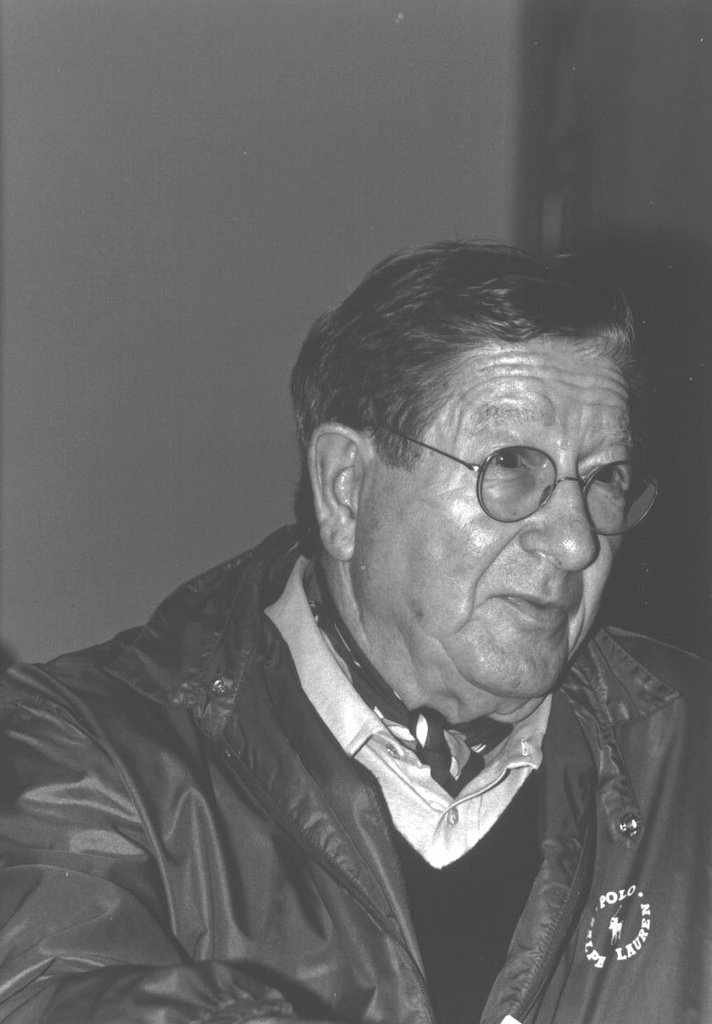
Teo Macero

- Teo Bellia, attore, doppiatore, direttore del doppiaggio e giornalista italiano
- Teo Čizmić, cestista e allenatore di pallacanestro croato
- Teo Cruz, cestista portoricano
- Teo Đogaš, pallanuotista croato
- Teo Fabi, pilota automobilistico italiano
- Teo Fasulo, insegnante italiano
- Teo Macero, sassofonista e produttore discografico statunitense
- Teo Mammucari, conduttore televisivo e attore italiano
- Teo Olivares, attore statunitense
- Teo Teocoli, comico, attore cinematografico, conduttore televisivo, ed imitatore italiano
- Teo Usuelli, compositore italiano

### Variante Theo

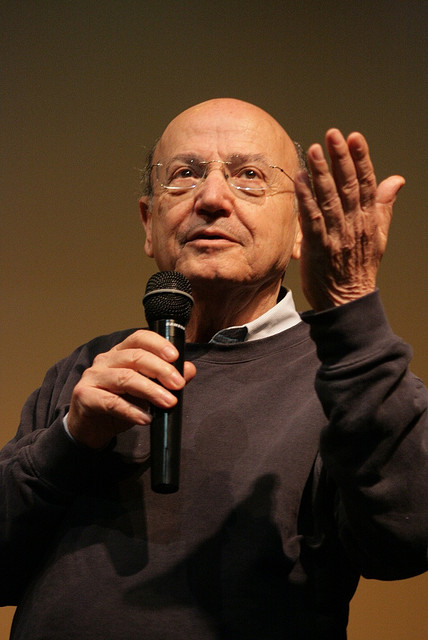
Theo Angelopoulos

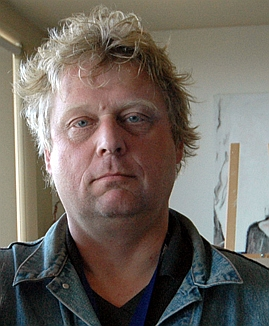
Theo van Gogh

- Theo Angelopoulos, regista, sceneggiatore e produttore cinematografico greco
- Theo Bos, ciclista su strada e pistard olandese
- Theo de Jong, calciatore e allenatore di calcio olandese
- Theo de Meester, politico olandese
- Theo Heemskerk, politico olandese
- Theo Hernández, calciatore francese
- Theo James, attore e cantante britannico
- Theo Jansen, artista olandese
- Theo Janssen, calciatore olandese
- Theo Jörgensmann, clarinettista e compositore tedesco
- Theo Lucius, calciatore olandese
- Theo Middelkamp, ciclista su strada e pistard olandese
- Theo Pinkus, pubblicista, editore e libraio svizzero
- Theo Thijssen, educatore, scrittore e politico olandese
- Theo Travis, flautista, sassofonista, clarinettista e compositore britannico
- Theo van Doesburg, pittore, architetto e scrittore olandese
- Theo van Gogh, regista, attore, produttore televisivo, sceneggiatore, conduttore televisivo, pubblicista, scrittore, cineasta e attivista olandese
- Theo Walcott, calciatore britannico

### Variante Théo
- Théo Lopes, pallavolista brasiliano
- Théo Sarapo, cantante e attore francese
- Théo van Rysselberghe, pittore belga